# Yvonne Ploeg
Yvonne Ploeg (Grootegast, 18 april 1995) is een Nederlands voetbalster die sinds de zomer van 2015 uitkomt voor het Amerikaanse Lindsey Wilson College. Hiervoor speelde ze vier seizoenen bij sc Heerenveen.

## Carrièrestatistieken
| Seizoen                         | Club                   | Land             | Competitie            | Competitie | Competitie | Beker | Beker | Internationaal | Internationaal | Overig | Overig | Totaal | Totaal |
| Seizoen                         | Club                   | Land             | Competitie            | Wed.       | Dlp.       | Wed.  | Dlp.  | Wed.           | Dlp.           | Wed.   | Dlp.   | Wed.   | Dlp.   |
| ------------------------------- | ---------------------- | ---------------- | --------------------- | ---------- | ---------- | ----- | ----- | -------------- | -------------- | ------ | ------ | ------ | ------ |
| 2011/12                         | sc Heerenveen          | Nederland        | Eredivisie            | 10         | 0          | 0     | 0     | –              | –              | –      | –      | 10     | 0      |
| 2012/13                         | sc Heerenveen          | Nederland        | BeNe League Orange    | 9          | 1          | 0     | 0     | –              | –              | –      | –      | 9      | 1      |
| 2012/13                         | sc Heerenveen          | Nederland        | Women's BeNe League A | 13         | 4          | 0     | 0     | –              | –              | –      | –      | 13     | 4      |
| 2013/14                         | sc Heerenveen          | Nederland        | Women's BeNe League   | 22         | 7          | 0     | 0     | –              | –              | –      | –      | 22     | 7      |
| 2014/15                         | sc Heerenveen          | Nederland        | Women's BeNe League   | 23         | 3          | 0     | 0     | –              | –              | –      | –      | 23     | 3      |
| 2015/heden                      | Lindsey Wilson College | Verenigde Staten | NAIA                  | 0          | 0          | 0     | 0     | –              | –              | –      | –      | 0      | 0      |
| Carrière totaal                 | Carrière totaal        | Carrière totaal  | Carrière totaal       | 77         | 17         | 0     | 0     | 0              | 0              | 0      | 0      | 77     | 17     |
| Bijgewerkt tot 02 november 2017 |                        |                  |                       |            |            |       |       |                |                |        |        |        |        |